# Cantone di Geispolsheim
Il Cantone di Geispolsheim era una divisione amministrativa dell'arrondissement di Strasburgo-Campagna.
A seguito della riforma approvata con decreto del 18 febbraio 2014, che ha avuto attuazione dopo le elezioni dipartimentali del 2015, è stato soppresso.

## Composizione
Comprendeva i comuni di
- Blaesheim
- Duppigheim
- Entzheim
- Eschau
- Fegersheim
- Geispolsheim
- Holtzheim
- Kolbsheim
- Lipsheim
- Plobsheim